# Anaxyrus nelsoni
Anaxyrus nelsoni је водоземац из реда жаба (Anura). 

## Угроженост
Ова врста се сматра угроженом.

## Распрострањење
Ареал врсте је ограничен на једну државу. 
Сједињене Америчке Државе су једино познато природно станиште врсте.

## Станиште
Станишта врсте су слатководна подручја и пустиње. 